# Baban Rafi
Baban Rafi (auch: Baban Raffi, Babban Raffi, Babban Rafi) ist ein Dorf in der Landgemeinde Safo in Niger.

## Geographie
Das von einem traditionellen Ortsvorsteher (chef traditionnel) geleitete Dorf liegt rund vier Kilometer nordöstlich der Staatsgrenze zu Nigeria. Es befindet sich rund 39 Kilometer südwestlich des Hauptorts Safo der gleichnamigen Landgemeinde, die zum Departement Madarounfa in der Region Maradi gehört. Zu den Siedlungen in der näheren Umgebung von Baban Rafi zählen Dan Kano im Nordwesten, Lilli im Norden, Tokéraoua Taboli im Nordosten, Tchida Fawa im Osten und Rourouka Kada im Südosten.
Baban Rafi ist Teil der Übergangszone zwischen Sahel und Sudan. Die durchschnittliche jährliche Niederschlagsmenge beträgt hier zwischen 500 und 600 mm. Das Dorf liegt inmitten des Waldes von Baban Rafi, der größten und am dichtesten bewaldeten Baumsavanne in der Region Maradi. Hier wachsen Flügelsamengewächse, die an manchen Stellen mit Mimosengewächsen vergesellschaftet sind.

## Geschichte
Die Regierung Nigers ließ 1961 an der Stelle der späteren Siedlung einen modernen Betonbrunnen errichten. Der Kantonschef von Safo ordnete an, dass sich die Einwohner des nahegelegenen Dorfs Garin Ali beim neue Brunnen ansiedeln sollten. Die Bevölkerung von Garin Ali, deren Wurzeln in Dakoro lagen, leistete dem Aufruf zu einem beträchtlichen Teil Folge. Sie gründete den nördlichen Ortsteil von Baban Rafi. Der südliche Ortsteil wurde von den letzten Bewohnern des Nachbardorfs Tielawa besiedelt. Tielewa, eine der ältesten Siedlungen im Wald von Baban Rafi, war bereits zuvor von seinen Einwohnern etappenweise aufgegeben worden.
In Baban Rafi wurden 1995 eine Reihe von Infrastrukturprojekten umgesetzt, darunter die Instandsetzung des Brunnens, die Errichtung einer Getreidebank und eines Saatgutspeichers sowie Anpflanzungen auf von Bodendegradation betroffenen Flächen.
Laut einer Erhebung vom September 2022 lebten in Baban Rafi 595 interne Vertriebene aus 85 Haushalten. Der Ort galt als gefährlich. Das Armed Conflict Location and Event Data Project erfasste für das erste Quartal 2024 in der Region Maradi insgesamt 27 gewaltsame Konfliktfälle mit 23 Toten und nannte Baban Rafi unter den betroffenen Orten.

## Bevölkerung
Bei der Volkszählung 2012 hatte Baban Rafi 816 Einwohner, die in 94 Haushalten lebten. Bei der Volkszählung 2001 betrug die Einwohnerzahl 1515 in 225 Haushalten und bei der Volkszählung 1988 belief sich die Einwohnerzahl auf 2111 in 310 Haushalten.

## Wirtschaft und Infrastruktur
Im Dorf ist ein Gesundheitszentrum des Typs Centre de Santé Intégré (CSI) vorhanden. Es gibt eine Schule.